# 尚加卢
尚加卢（英語：Shongaloo）是美国路易斯安那州下属的一座村镇。根据2010年美国人口普查，该市有人口182人。建置上，属于“village”。